# Federal Reserve Bank di New York

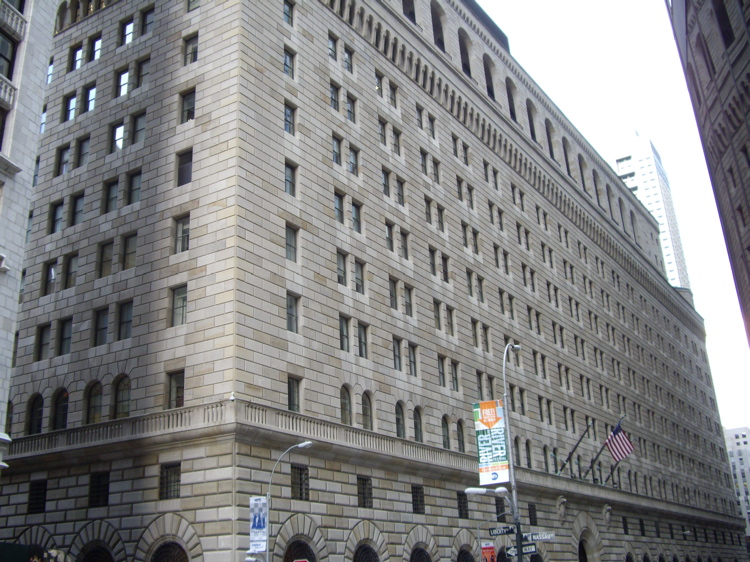

La Federal Reserve Bank di New York è una delle 12 Riserve Federali degli Stati Uniti d'America. È situata al 33 Liberty Street a New York. A capo del Secondo Distretto del Federal Reserve System, la Federal Reserve Bank di New York si occupa di politica monetaria, supervisiona e regolamenta le istituzioni finanziarie dello Stato e contribuisce alla creazione e alla stabilità dei sistemi di pagamento della nazione.
È di gran lunga la più grande, più attiva e più influente delle 12 Riserve Federali regionali americane.